# Ракове (парк)
Парк «Ракове» — парк культури та відпочинку,  розташований у місті Хмельницький, в однойменному мікрорайоні Ракове, біля 15 гарнізонного будинку офіцерів. Створений для військових і їхніх сімей, які проживали в даному районі.

## Історія парку
Парк був закладений військовослужбовцями у травні 1945 р.  на честь перемоги у Другій світовій війні. З Баварії військовими було привезено близько 200 саджанців швидкозростаючого ясенолистого (американського) клена. На даний час в парку залишилось 8 дерев цього виду.
В 1967 р. у парку були насаджені берези і тополя.  
Парк оточений вулицями Майборського, Чорновола та Героїв АТО.
Площа парку становить 4,1 га. На його території зростає понад 18 видів дерев та чагарників.
Парк знаходиться на території військового містечка, тому за ним доглядали і продовжують доглядати військові.
На території парку розміщено спортивні та дитячі майданчики, місця для відпочинку. Це улюблене місце для дозвілля багатьох місцевих жителів.
За період існування парку виникла потреба в оновленні деревних рослин, очищенні від самосійки та хворих дерев. 
З 2011 року силами працівників 15 гарнізонного будинку офіцерів, військовослужбовцями, ветеранами та волонтерами в парку було висаджено понад 600 молодих дерев липи, берези, дуба, горіха та клену.
У 2017—2018 р. завдяки старанням міського голови Симчишина О. С., депутата міської ради Паламарчука В.А., директора 15 гарнізонного будинку офіцерів Попова О.В. старий парк був очищений від старих дерев та насаджені нові.
У 2018 р. до Дня міста мешканцям мікрорайону Ракове за кошти міського бюджету у парку встановили новий яскравий дитячий майданчик. Він має сучасне  покриття, об’єкт пристосований для проведення вільного часу дітей з батьками.
У 2019 р. за рахунок коштів міського бюджету у парку встановлені столи для тенісу та шахів.

## Флора
Видовий склад дерев парку досить різноманітний: береза бородавчаста, в’яз гладенький, вишня звичайна, вишня магалебка, горіх волоський, горобина звичайна, граб звичайний, клен звичайний, клен ясенолистий, липа серцелиста, тополя біла, черемха звичайна, черешня, яблуня лісова, ялина європейська, ясен звичайний.
Зустрічаються деякі види лишайників: фісція зірчаста, ксанторія постійна, пармелія козяча, пармелія скельна.
В парку мікрорайону Ракове нараховується багато трав’янистих рослин: лобода, подорожник, чистотіл, цибуля ведмежа, зірочник лісовий, гравілат міський, кульбаба лікарська, підбіл, кропива дводомна, череда, медунка і герань лісова.

## Фауна
На території парку зустрічаються галка, грак, сорока, сойка, синиця велика, зяблик, горобець польовий,  шпак звичайний, дрізд співочий, дрізд чорний, малинівка, повзик, сорокопуд чорнолобий, ластівка міська, плиска біла, іволга, зозуля, дятел сирійський, сич хатній, горлиця кільчаста, голуб свійський, припутень.
В парку можна побачити багато земноводних і плазунів: ропуха, квакша, ящірка прудка, ящірка зелена.
Із звірів зустрічаються такі види: їжак, кріт, миша польова, білка.

## Дослідження парку
Учні Хмельницького НВК №9  – члени Хмельницького територіального відділення Малої академії наук (МАН) України, систематично проводять комплексні дослідження парку мікрорайону Ракове з метою всебічного вивчення та використання його як шкільної «Зеленої лабораторії».
Дослідження показали, що в парку вдало підібрано склад дерев, які понижують загазованість атмосфери та вловлюють пил.
Парк є базою для проведення навчальних екскурсій для учнів шкіл з природознавства «Вивчення сезонних явищ у природі», ботаніки «Природа рідного краю», «Пристосування рослин до життя в біосфері», зоології «Ознайомлення з різноманітністю комах», «Знайомство з голосами птахів» для реалізації завдань навчально-виробничої практики. 
В парку проводяться екологічні акції «Сльози берези», «Будинок для друга», «Годівничка».

## Галерея

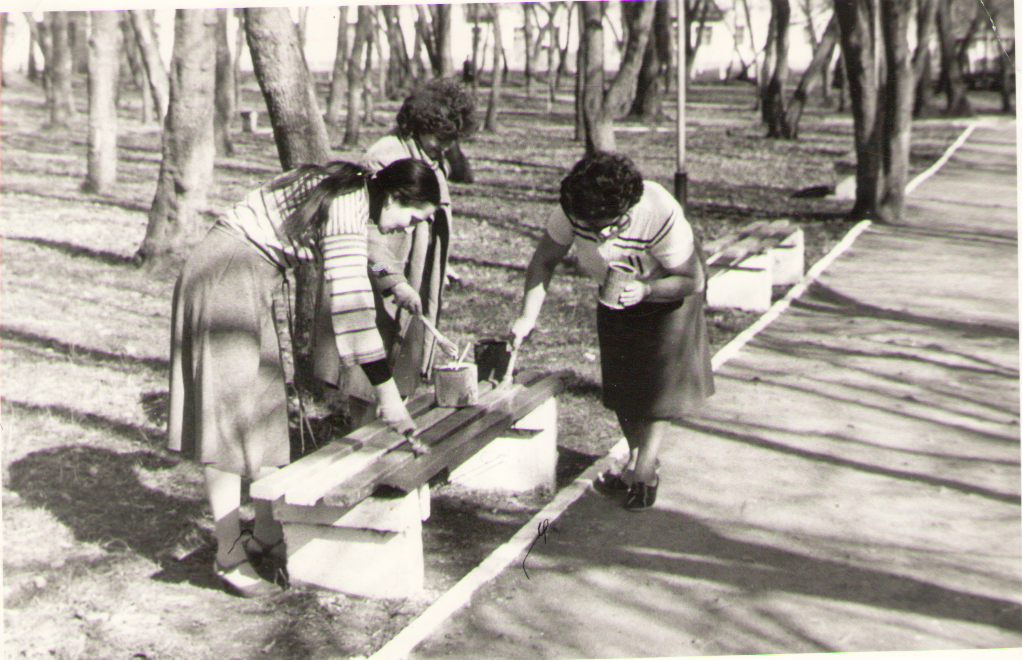
Парк  на початку 80-х років
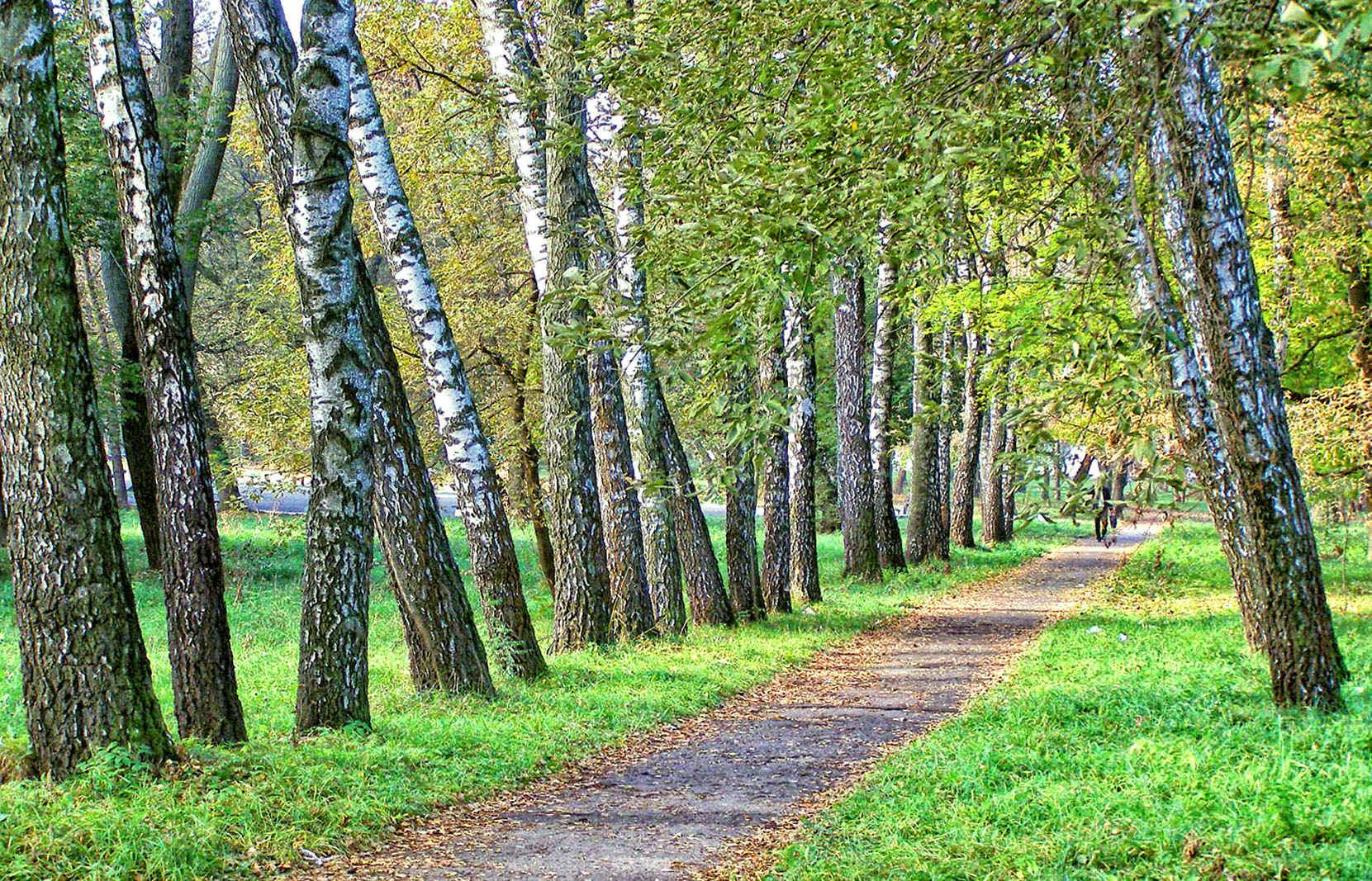
Березова алея
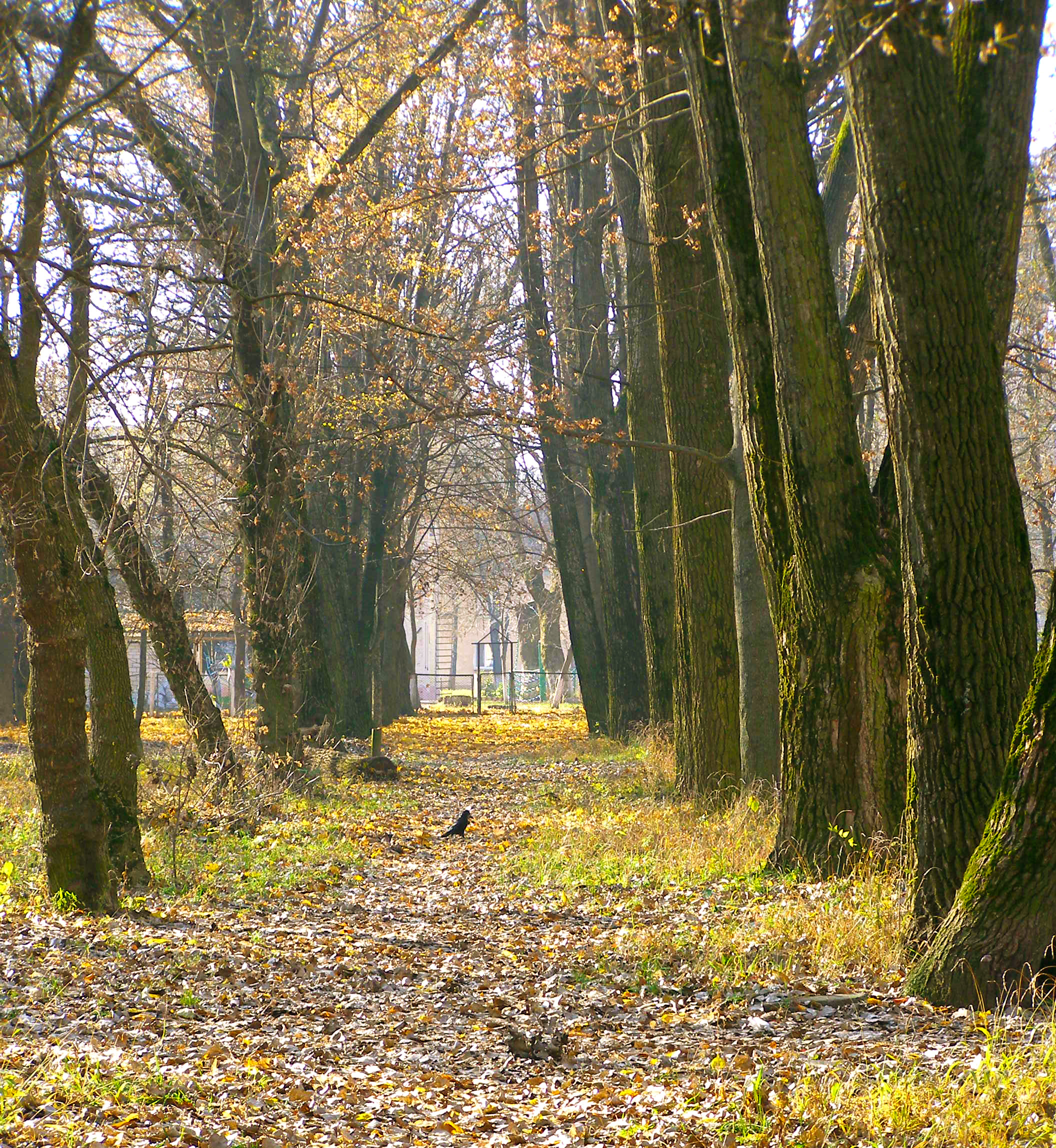
Алея тополь
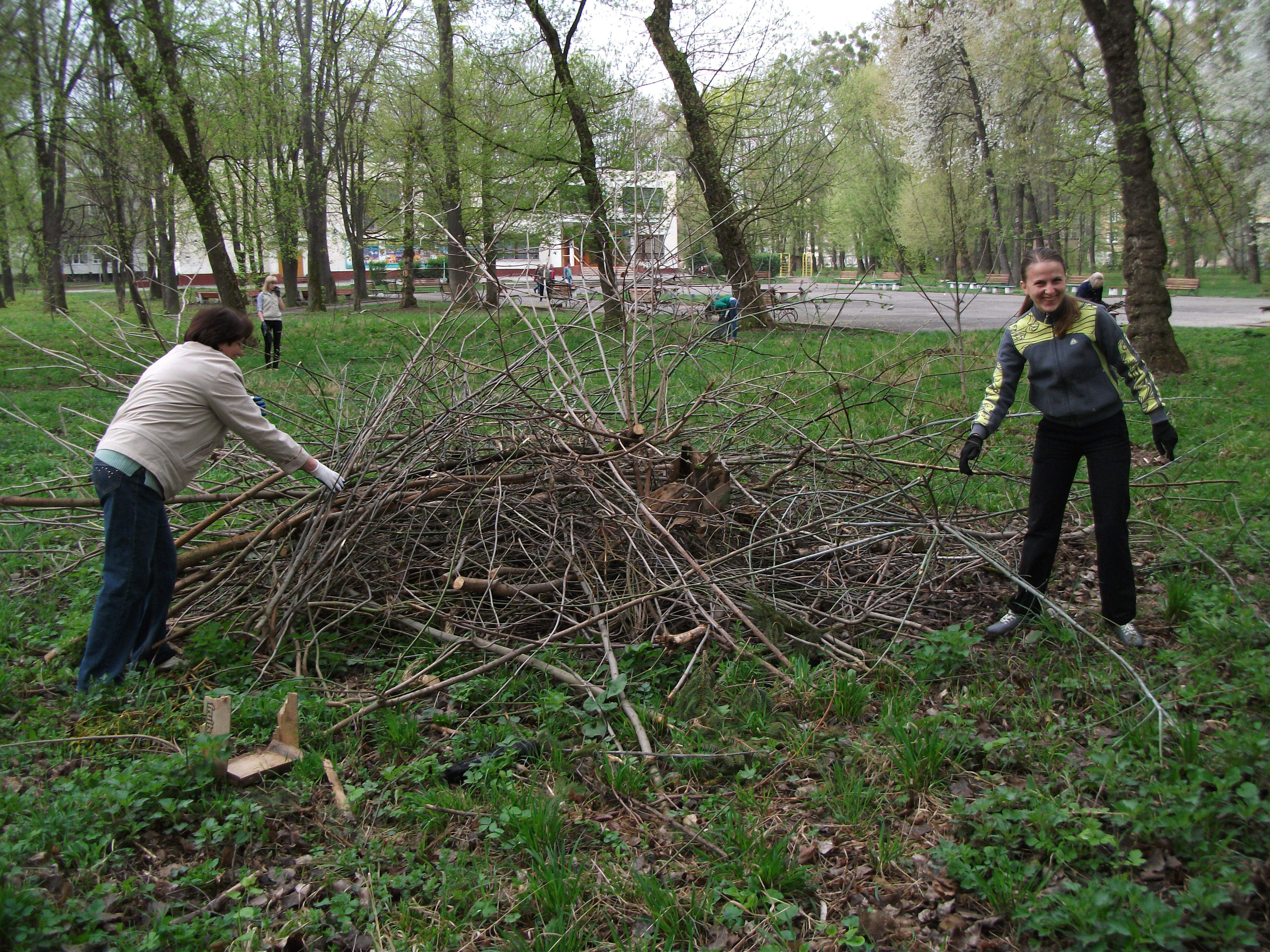
День довкілля у парку. Квітень 2016
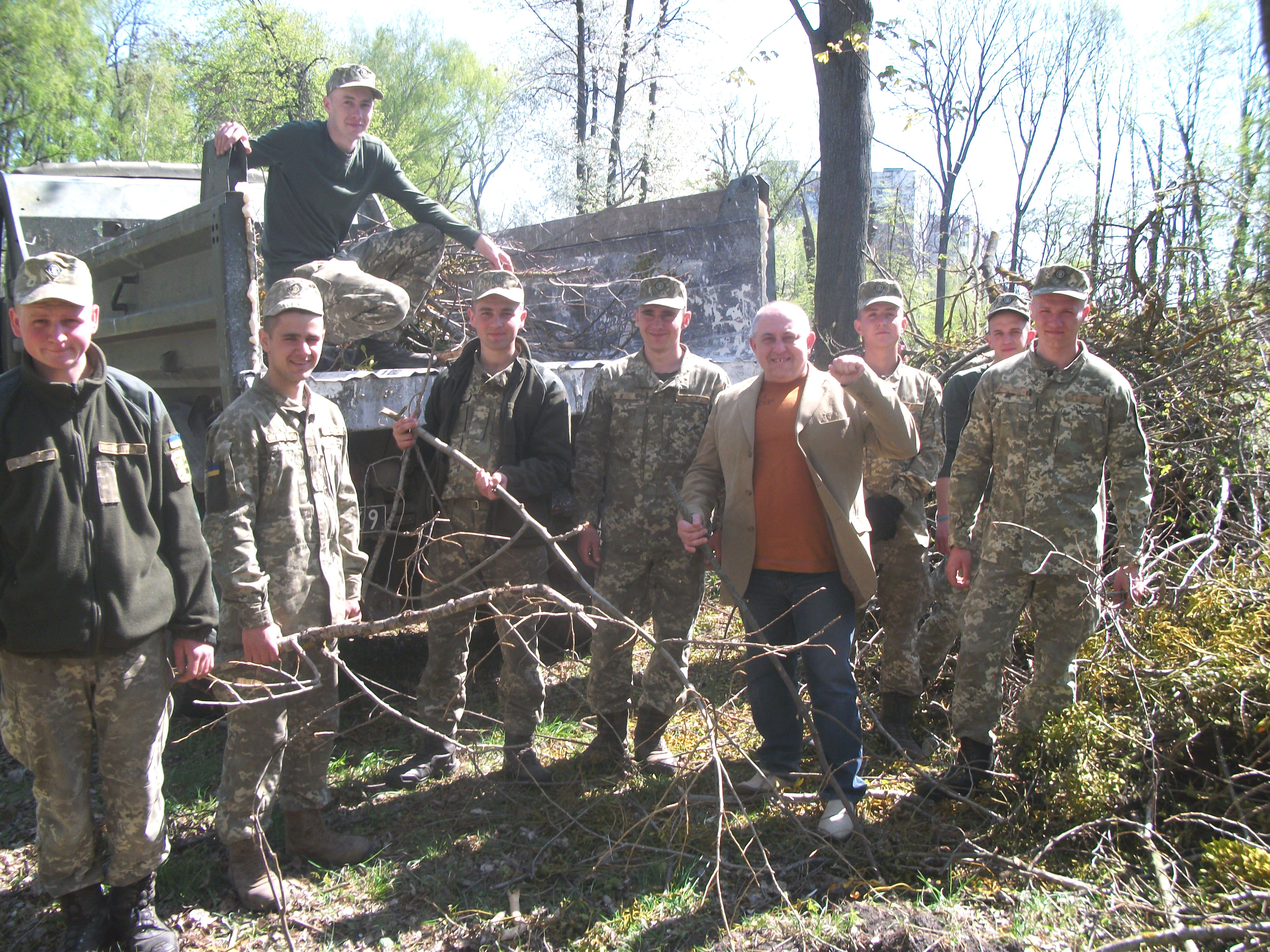
Військовослужбовці очищують парк від старих дерев. Квітень 2018
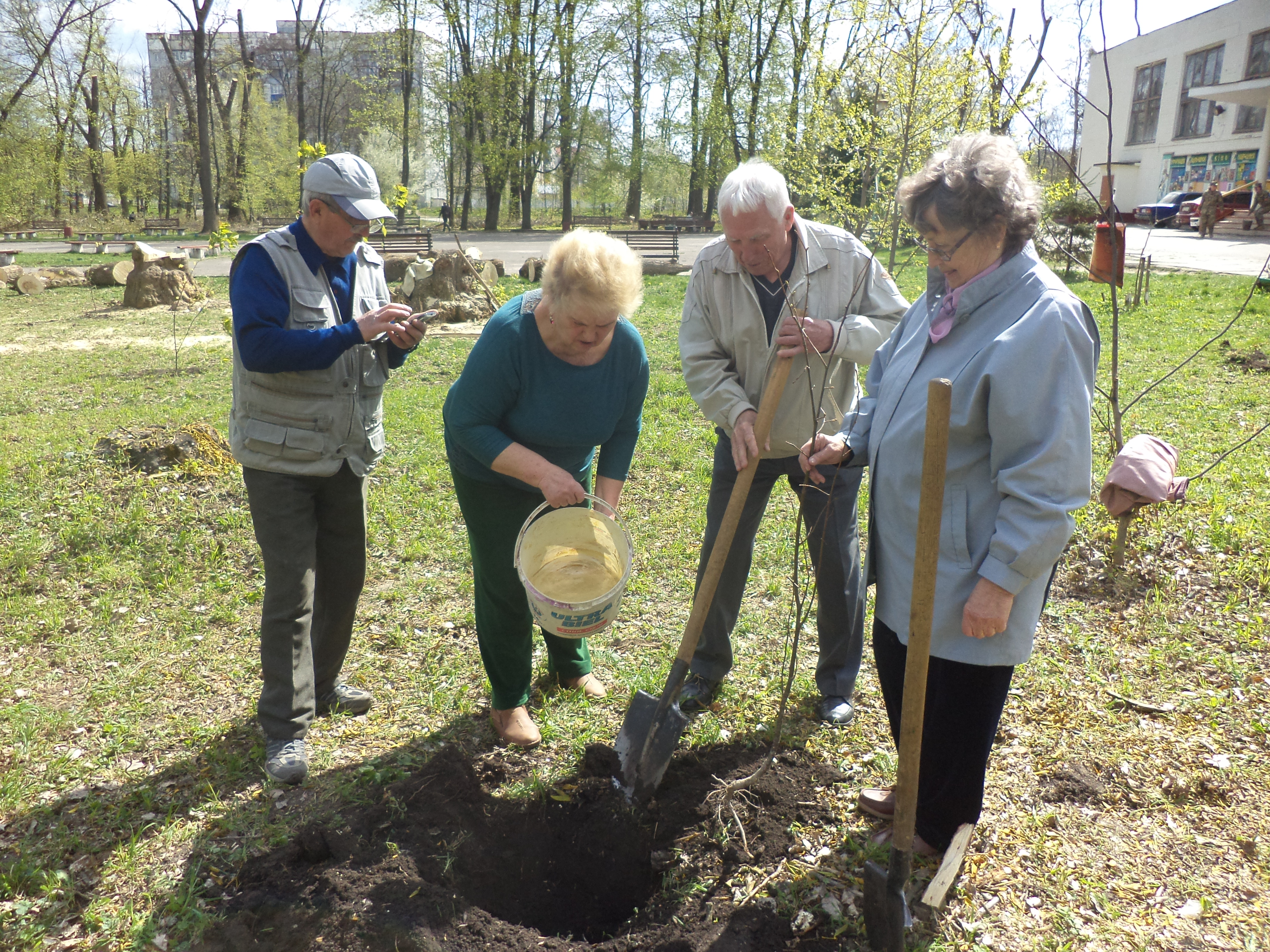
Ветерани та волонтери садять молоді дерева у парку. Травень 2018
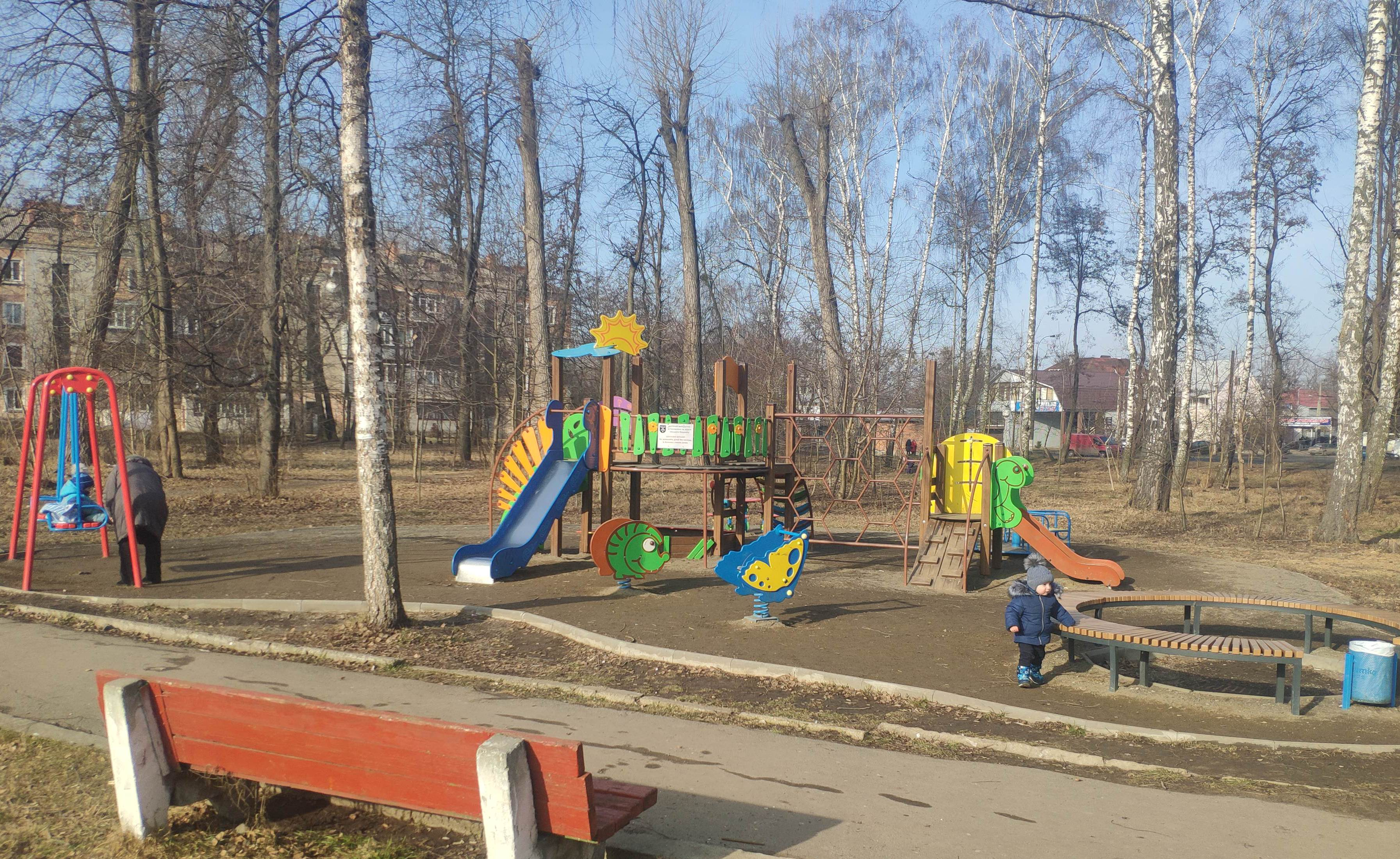
Дитячий майданчик у парку Ракове
Тенісний стіл
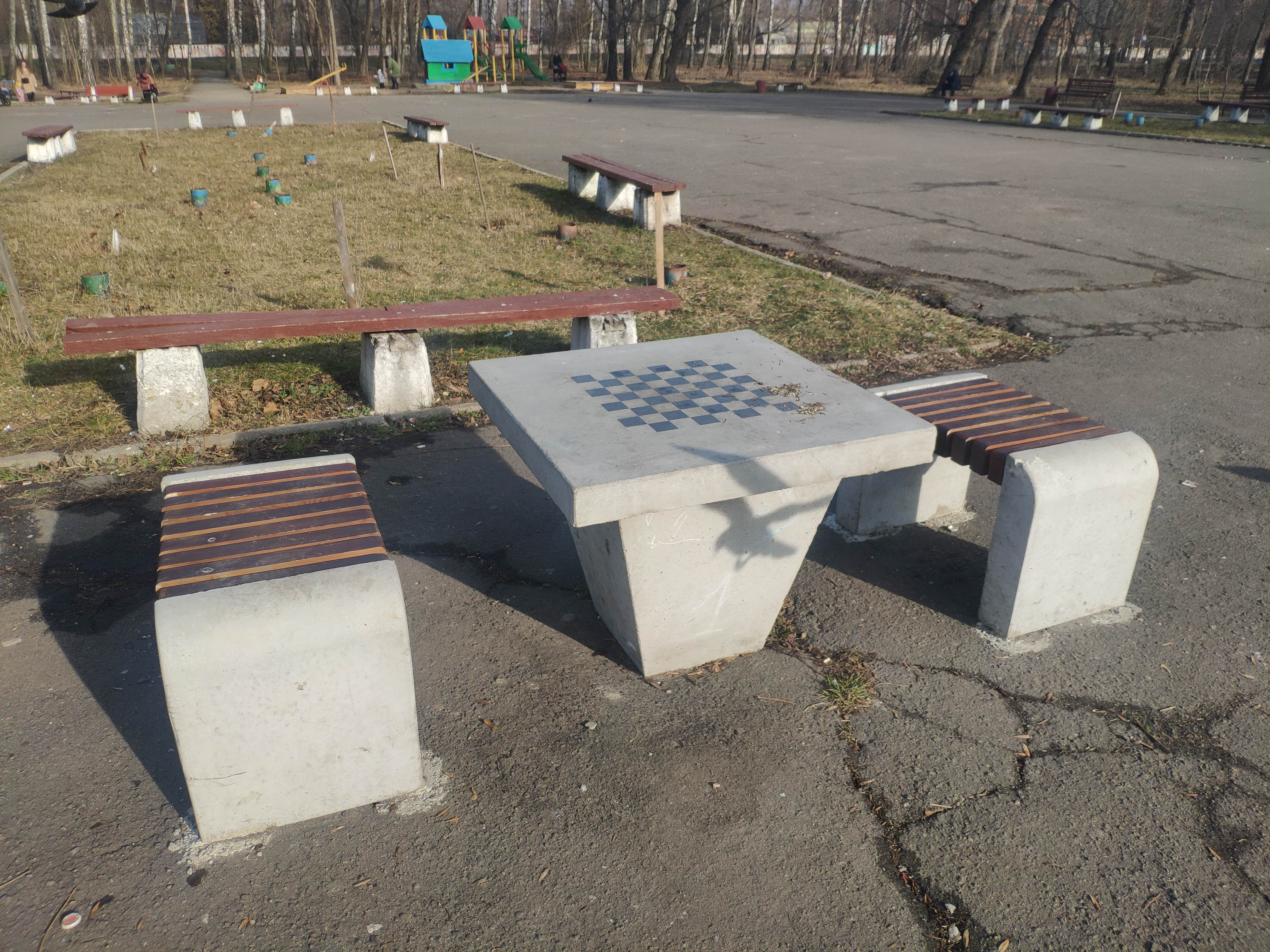
Шахматний стіл з бетону